# Melanie Schmidli
Melanie Schmidli (* 1982 in Basel) ist eine Schweizer Schauspielerin und Theaterschaffende. 

## Leben
Melanie Schmidli studierte von 2003 bis 2007 Schauspiel an der Universität der Künste Berlin. Nach verschiedenen Theaterengagements (u. a. am Berliner Ensemble und Centraltheater Leipzig) brachte sie ihre erste Soloperformance Marielle, die Ehrjungfrau heraus. Seitdem arbeitet sie freischaffend in diversen künstlerischen Kollektiven. Schmidli ist Mitglied der Maskenspielgruppe Familie Flöz und spielt mit ihrem Comedy-Duo Projekt Schooriil regelmässig eine satirisch-feministische Spätabendshow in den Sophiensælen Berlin. Sie lebt in Berlin.

## Theater (Auswahl)
- 2007: Wie es euch gefällt, Schauspiel Hannover (Jürgen Gosch)
- 2007–2008: Festengagement Berliner Ensemble
- 2008–2011: Festengagement Centraltheater Leipzig (Martin Laberenz, Rainald Grebe, Sascha Hawemann, Johannes Maria Schmit)
- 2011–2015: Der Fischer und seine Frau, euro-scene Leipzig (Berndt Stübner)
- 2013:	Der Schöne und die Biestin, SRF (Melanie Schmidli / Salome Lötscher)
- 2013:	Marielle, die Ehrjungfrau, Sophiensæle Berlin (Melanie Schmidli)[2]
- 2013–2018: Projekt Schooriil, Sophiensæle Berlin (Melanie Schmidli / Anne Haug)[3]
- 2014: Rosemarie, Ballhaus Ost (Sonya Schönberger)
- 2014:	Garage Noir, Sophiensæle Berlin (Lötscher|Schmidli|Lötscher)
- 2015:	Paint it black, Theater Roxy Birsfelden (Lötscher|Schmidli|Lötscher)
- 2015–2018: Hotel Paradiso (Familie Flöz)[4]

## Filmografie (Auswahl)
- 2007:	Luftbusiness (Dominique de Rivaz)
- 2009:	Goethe! (Philipp Stölzl)
- 2011:	Verbrechen – Summertime (Hannu Salonen)
- 2011:	Friedrich – Ein deutscher König (Jan Peter)
- 2014:	Mandy – das Sozialdrama (Aron Craemer)
- 2015:	Emetofobia (David Jahn)
- 2018: Tatort – Tiere der Großstadt (Roland Suso Richter)
- 2021: Der Zürich-Krimi: Borchert und der Mord im Taxi (Fernsehreihe)
- 2025: Die Beschatter – Der Thriller (Fernsehserie)

## Funk (Auswahl)
- 2011:	Dinge, die wir lieben (Martin Becker)
- 2011:	Zwanzigste Fassung, erste Klappe (Martin Becker)
- 2013:	Die Stadt ist kein Mann. Die Stadt ist keine Frau (Martin Becker)
- 2014:	Schweizer Pflegerin in fremdem Kriegsdienst: Mathilde Le Jeune (Sabine Bitter)